# Phlyctidocarpa
Phlyctidocarpa é um género de plantas com flores pertencentes à família Apiaceae.
A sua área de distribuição nativa é a Namíbia.
Espécies:
- Phlyctidocarpa flava Cannon & WLTheob.